# Christophe Demeautis
| Entdeckte Asteroiden: 9                                                                         | Entdeckte Asteroiden: 9 |
| ----------------------------------------------------------------------------------------------- | ----------------------- |
| Nummer und Name                                                                                 | Entdeckungsdatum        |
| (26984) Fernand-Roland a                                                                        | 1. November 1997        |
| (46731) Prieurblanc b                                                                           | 4. Oktober 1997         |
| (59833) Danimatter                                                                              | 3. September 1999       |
| (93102) Leroy c                                                                                 | 27. September 2000      |
| (186832) Mosser a                                                                               | 17. März 2004           |
| (267978) 2004 FV162 a                                                                           | 16. März 2004           |
| (288430) 2004 EQ21 a                                                                            | 15. März 2004           |
| (369623) 2011 DY5 d                                                                             | 30. August 2008         |
| (366235) 2012 US141 a                                                                           | 8. März 2003            |
| - a mit Daniel Matter - b mit Philippe Buttani - c mit Robin Chassagne - d mit Jean-Marie Lopez |                         |

Christophe Demeautis ist ein französischer Amateurastronom und Asteroidenentdecker.
Zwischen 1997 und 2008 entdeckte er zusammen mit Daniel Matter und anderen Kollegen insgesamt 9 Asteroiden.
Der Asteroid (14141) Demeautis wurde am 26. Juli 2000 nach ihm benannt.